# Frankie Laine
Francesco Paolo LoVecchio, známý jako Frankie Laine (30. března 1913, Chicago, Illinois – 6. července 2007, San Diego, Kalifornie), byl populární americký zpěvák a filmový herec. Zpíval jazz, swing, rhythm and blues, ale i country či rock'n'roll. Jeho prvním hitem byla píseň That's my desire v roce 1947. Následovaly další, mj. I believe, Jezebel či Rawhide, známá ze stejnojmenné televizní série. Nazpíval také řadu písní k westernům - například Přestřelka u O. K. Corralu (Gunfight at the OK Corral). Jeho písně převzalo mnoho umělců - od Raye Charlese přes The Beatles až po Waldemara Matušku. Jeho písně zazněly v počítačové hře Mafia II.